# Don Gillis
Donald Eugene Gillis (* 17. Juni 1912 in Cameron, Missouri; † 10. Januar 1978 in Columbia, South Carolina) war ein US-amerikanischer Komponist, Dirigent und Lehrer.  Zu seinen bekanntesten Kompositionen zählt die Symphony No. 5½, A Symphony for Fun.

## Biografie
Don Gillis wurde in Cameron, Missouri, geboren. Seine Familie ging nach Fort Worth, Texas, wo er an der Texas Christian University Komposition unter Keith Mixson studierte. Er war Posaunist und stellvertretender Leiter der Universitätsband. Er machte seinen Abschluss als Bachelor of Music 1935, blieb aber noch einige Jahre der Universität treu. 1943 wurde ihm der Master of Music von der North Texas State University verliehen.
Er war u. a. Produktionsleiter verschiedener Radiosender wie WBAP (1942), später NBC (1943), wo er für das NBC Symphony Orchestra arbeitete in der Zeit, als Arturo Toscanini das Orchester leitete. Gillis produzierte eine Reihe von Radiosendungen darunter Serenade to America, NBC Concert Hour und Toscanini: The Man Behind the Legend, welches einige Jahre noch nach dem Tod des italienischen Dirigenten auf NBC lief.
Für das Blechbläserensemble Canadian Brass arrangierte er einige Werke und produzierte u. a. die Aufnahmen "Champions" und "Unexplored Territory".

## Ämter
- 1958–1961 Vizepräsident des Interlochen Music Camp in Michigan
- 1967–1968 Vorsitzender des Fachbereichs Musik an der Southern Methodist University
- 1968–1972 Vorsitzender des Fachbereichs Kunst am Dallas Baptist College
- 1973–1978 Vorsitzender des Institute of Media Arts an der University of South Carolina

## Musik

### Chronologische Liste der wichtigsten Kompositionen
- 1936 String Quartet No. 1
- 1937 The Panhandle, Symphonic Suite for orchestra
- 1937 The Crucifixion, Cantata
- 1937 The Woolyworm, for orchestra
- 1937 Thoughts Provoked on Becoming a Prospective Papa, Symphonic Suite
- 1937 The Raven, after Edgar Allan Poe, for narrator and orchestra
- 1938 Suite No. 1 for Wind Quintet
- 1939 Suite No. 2 for Wind Quintet
- 1939 Suite No. 3 for Wind Quintet
- 1939–40 Symphony No. 1, An American Symphony
- 1940 Intermission – Ten Minutes, symphonic sketch for orchestra
- 1940 Portrait of a Frontier Town, for orchestra
- 1940 Symphony No. 2, Symphony of Faith
- 1940–41 Symphony No. 3, A Symphony for Free Men
- 1941 The Night Before Christmas, for narrator and orchestra
- 1942 Three Sketches, for strings
- 1943 Prairie Poem, tone poem
- 1943 Symphony No. 4, The Pioneers

- 1944 The Alamo, Tone Poem
- 1944 A Short Overture to an Unwritten Opera, for orchestra
- 1944–45 Symphony No. 5, In Memoriam
- 1945 To An Unknown Soldier, tone poem
- 1945 This Is Our America, cantata
- 1945–46 Symphony 5½, A Symphony for Fun
- 1946 Rhapsody for harp and orchestra
- 1947 Dude Ranch, tone poem
- 1947 String Quartet No. 6
- 1947 Symphony No. 6, Mid-Century USA
- 1948 Symphony No. 7, Saga of the Prairie School
- 1949 Shindig, ballet in 7 episodes for orchestra
- 1950 Symphony No. 8, A Dance Symphony
- 1950 Tulsa, a symphonic portrait in oil, for orchestra
- 1951 Symphony No. 9, Star-Spangled Symphony

- 1954 The Coming of The King, for chorus
- 1956 Piano Concerto No. 1, Encore Concerto
- 1956 Pep-Rally, opera for band
- 1957 The Park Avenue Kids, opera
- 1957 Five Acre Pond, for oboe and orchestra
- 1958 The Libretto, opera
- 1958 Men of Music, for band
- 1959 The Land of Wheat, suite for band
- 1961–62 The Legend of Star Valley Junction, Opera
- 1962 Amarillo - A Symphonic Celebration
- 1964 Ceremony of Allegiance, for narrator and band
- 1965 Seven Golden Texts, for narrator voices and orchestra
- 1966 The Gift of the Magi, Opera
- 1966 World Premiere, Opera
- 1966 Piano Concerto No. 2
- 1967 Arturo Toscanini, A Portrait of a Century, for narrator and orchestra
- 1967 Symphony X (No. 10), Big D(allas)
- 1967-8 The Nazarene, opera
- 1969 Rhapsody for trumpet and orchestra
- 1973 Behold the Man, opera
- 1976 The Secret History of the Birth of a Nation, for narrator voices and orchestra

## Publikationen
Gillis schrieb 3 Bücher:
- 1948 And Then I Wrote
- 1967 The Unfinished Symphony Conductor
- 1973 The Art of Media Instruction